# NGC 173

NGC 173

 إن جي سي 173 أو NGC 173 هي مجرة في كوكبة قيطس اكتشفت في 28 ديسمبر 1790.

## روابط خارجية
- NGC 173 على موقع ويكي سكاي: DSS2, SDSS, GALEX, IRAS, Hydrogen α, X-Ray, Astrophoto, Sky Map, Articles and images